# Hans von Aachen
Hans von Aachen, ricordato anche come Johann (Colonia, 1552 – Praga, 4 marzo 1615), è stato un pittore tedesco.

## Biografia
Nato da una famiglia originaria della città di Aquisgrana (in tedesco Aachen, da cui il nome), è allievo del fiammingo Georg Jerrigh. Si formò sotto l'influsso dell'opera di Bartolomeus Spranger, prima di proseguire gli studi nel 1574 in Italia, a Firenze, dove dipinge diversi ritratti, a Roma e forse anche a Venezia, dal momento che egli sembra avere assimilato anche la lezione del Tintoretto: qui sono le radici del suo manierismo.
Torna in Germania nel 1588 e si fa una buona fama di ritrattista presso committenti di Colonia, della casa ducale dei Wittelsbach di Monaco di Baviera e nella famiglia dei banchieri Fugger ad Augusta. Nel 1592 dipinge a Praga il ritratto dell'imperatore Rodolfo II e diviene pittore della corte imperiale svolgendo anche incarichi diplomatici. 
Nel 1596 si sposa con la figlia del grande musicista fiammingo Orlando di Lasso e dal 1601 risiede definitivamente a Praga, dove muore nel 1615.
I motivi della sua pittura risiedono in rappresentazioni religiose, mitologiche e allegoriche; come il suo Trionfo della Verità, tipico dipinto manierista che, pur nelle ridotte dimensioni, unisce perfezione tecnica e composizione accurata.
Aachen ha più volte affrontato temi mitologici e allegorici, rappresentando spesso nudi femminili, come nel Bacco, Cerere e Amore del Kunsthistorisches Museum di Vienna, dove i nudi, in pose eleganti e modellati con disinvolta sprezzatura, trasmettono una forte carica erotica, indicativa del gusto dell'imperatore Rodolfo.
Il suo stile unisce il manierismo fiorentino al caldo colore veneziano, insieme con il naturalismo fiammingo.

## Opere

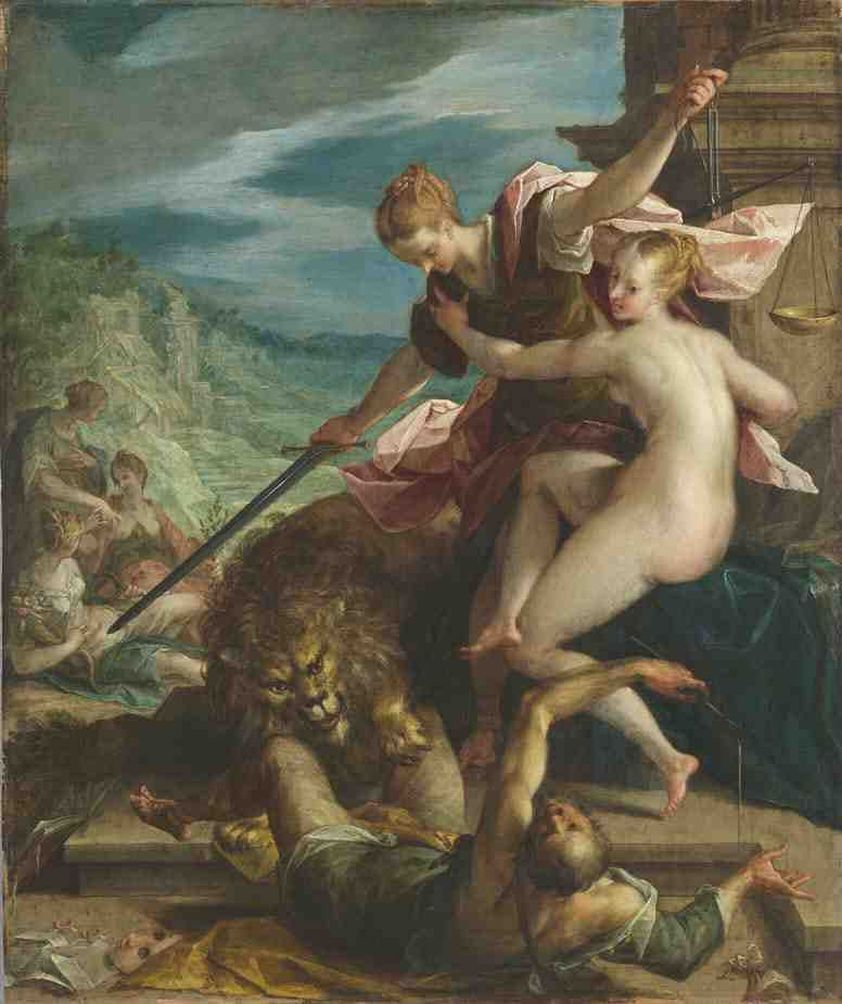
Trionfo della Verità, Monaco, Alte Pinakothek

- Augusta, collezione civica: Ritratto di un sarto, 1594
- Babenhausen, Fuggermuseum: Ritratto di Octavian Secundus Fugger, 1590; Ritratto di Hans Fugger, 1592
- Bratislava, Museo Nazionale: Deposizione dalla croce, 1587
- Budapest, Museo di Belle Arti: Allegorie della guerra turca, bozzetti
- Colonia, Wallraf-Richartz Museum: Autoritratto
- Douai, Museo della Certosa, Giudizio di Paride, 1588
- Ericsberg, Svezia, collezione privata: Pallade conduce la Pittura dalle Muse; Diana e le Ninfe
- Firenze, Uffizi: Ritratto di Bartholomäus Sprānger
- Galleria Corsini: Ritratto di Jacopo Bilivert
- Palazzo Pitti: Francesco I de' Medici; Autoritratto
- Győr, Museo: Ritratto di Adolph von Schwarzenberg
- Kroměříž, Repubblica Ceca, Museo di Belle Arti: Due giovani ridenti
- Litoměřice, Seminario: Visitazione

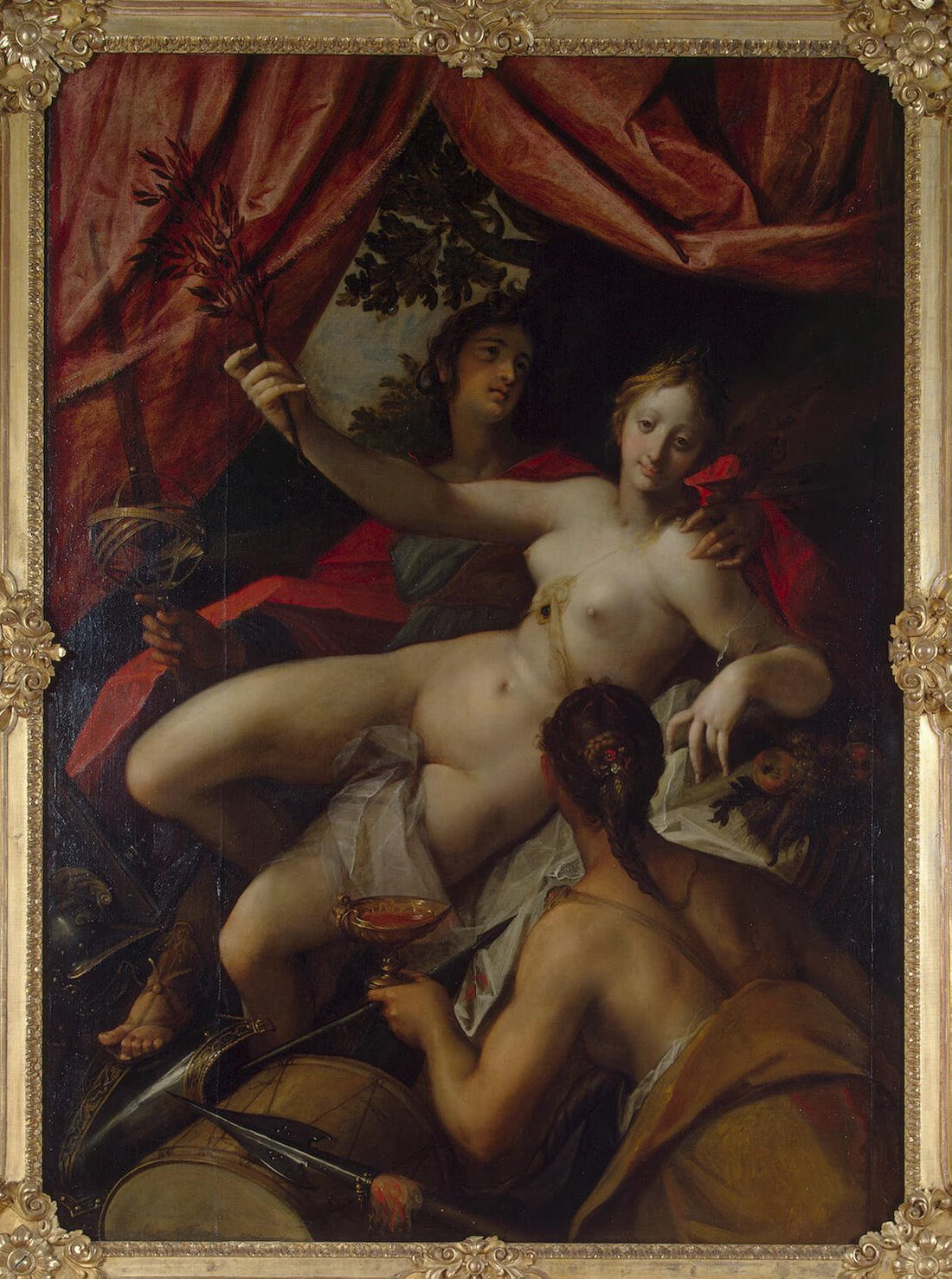
Allegoria della Pace, particolare, San Pietroburgo, Ermitage

- Londra, National Gallery: Nascita di Pallade; Lo stupore degli Dei
- Monaco, Alte Pinakothek: Adorazione die pastori, 1591; Ritratto di ragazza, 1593; Trionfo della Verità, 1598
- Staatsgalerie, Schloß Schleißheim: Visitazione, 1605
- Bayer. Nat. Mus.: Ritratto del duca Wilhelm V; Ritratto della duchessa Renate von Lothringen
- Norimberga, Museo: Venere, Amore e Bacco; Ritratto di Rodolfo II
- Praga, Museo Nazionale: Ritratto di Joseph Heintz
- San Pietroburgo, Ermitage: Allegoria della Pace, 1602
- Stoccarda, Staatsgalerie: Allegoria
- Vienna, Kunsthistorisches Museum: Ritratto di Gaspar Rem, ca 1574; Ritratto del pittore Lodewijk Toeput, detto il Pozzoserrato, ca 1586; Ritratto del pittore con la moglie, ca 1596; Ritratto del pittore con la moglie allo specchio, ca 1596; L'imperatore Rodolfo II, ca 1600; Ragazzo con grappolo d'uva, ca 1606; Bacco, Cerere e Amore; Bacco, Venere e Amore; Betsabea al bagno
- Werenwag, Castello: Madonna col Bambino, 1590